# Dimitri Coats
Dimitri Coats é um guitarrista estadounidense conhecido por atuar em bandas como Burning Brides e OFF!.
Em 1999 formou a banda Burning Brides com a sua futura esposa Melanie Coats. Desde então fez turnê com diversas bandas conhecidas como White Stripes, My Morning Jacket e Audioslave.
Nos anos 2000 participou de projetos com outros músicos, em 2007 tocou guitarra para o álbum Carry on de Chris Cornell, também tocou bateria, guitarra e piano em duas faixas do disco Bubblegum de Mark Lanegan.
Em 2009 Dimitri se juntou com Keith Morris que até então era vocalista do Circle Jerks e formou o OFF!. Coats produziu o primeiro lançamento da banda, o disco First Four EPs.